# Windmill Software
Windmill Software est une entreprise de jeux vidéo canadienne, de marketing, de publication et de distribution de jeux vidéo fondé par Jo-Anne Kempe. La compagnie a développé de nombreux jeux à succès sur IBM PC dans les années 1980. Rob Sleath (l'ex-mari de Jo-Anne Kempe) en était le principal développeur.
Actuellement, certains sites proposent les téléchargements en ligne entièrement gratuits des jeux anciennement développés par la compagnie,.

## Jeux développés par Windmill Software
- 1982 : Attack on Altair
- 1982 : Floppy Frenzy
- 1982 : Video Trek 88
- 1983 : Conquest
- 1983 : Digger
- 1983 : The Exterminator
- 1983 : Moonbugs
- 1983 : Rollo And The Brush Bros
- 1983 : Styx